# 門茲 (喬治亞州)
門茲（英語：Mendes）是位於美國喬治亞州塔特納爾縣的一個人口普查指定地區。

## 地理
門茲的座標為32°59′56″N 81°58′26″W / 32.99889°N 81.97389°W，而該地最高點為海拔高度55米（即180英尺）。

## 人口
根據2010年美國人口普查的數據，門茲的面積為1.59平方千米，當中陸地面積為1.57平方千米，而水域面積為0.02平方千米。當地共有人口122人，而人口密度為每平方千米76人。